# Morituris
Morituris è un film horror italiano del 2011 diretto da Raffaele Picchio.

## Trama
Nel 73 A.C., a Roma, i gladiatori scatenarono una rivolta per ribellarsi alle condizioni di vita alle quali erano costretti. Cinque di loro però impazzirono, dando luogo a una serie di razzie, stupri e violenze nei confronti della popolazione. Spartaco decise perciò di punirli e li fece giustiziare. Tuttavia i cinque gladiatori torneranno in azione ai giorni nostri quando tre ragazzi romani, con la scusa di accompagnarle a un rave party, violenteranno due turiste straniere proprio nello stesso luogo in cui essi erano stati sepolti.

## Censura e distribuzione
Il film doveva essere distribuito in alcune sale cinematografiche italiane a partire dal 19 novembre 2012. Tuttavia la distribuzione del film non è potuta avvenire in quanto la commissione di revisione cinematografica ha negato il rilascio del nulla osta. Il motivo della bocciatura è stato il seguente:
(Le motivazioni ufficiali della censura del film horror indipendente di Raffaele Picchio)
Si tratta del primo caso di censura cinematografica in Italia dopo 14 anni: infatti prima di Morituris l'ultimo film bloccato dalla censura era stato Totò che visse due volte, nel 1998. Al momento Morituris può essere proiettato in Italia soltanto nei festival cinematografici, in quanto in tali occasioni il rilascio del nulla osta per la proiezione di una pellicola non è necessario, ma non nelle normali sale cinematografiche. Il regista, dal canto suo, ha dichiarato al riguardo che il suo film voleva essere una metafora surreale del Male assoluto, paragonabile all'esplosione di una bomba atomica che non lascia scampo a nessuno.
All'estero il film è stato pubblicato in DVD in Francia, Finlandia, Danimarca e Giappone in versione uncut, e in Germania in versione censurata.
Il 18 febbraio 2014 il DVD del film viene infine distribuito anche in Italia.
È stato, quindi, l'ultimo film a essere censurato in Italia, prima della totale abolizione della censura cinematografica in Italia, avvenuta nel 2021.